# Symphytum asperum
Живокіст шорсткий (Symphytum asperum) — вид трав'янистих рослин роду Живокіст родини Шорстколисті (Boraginaceae).
Багаторічна трав'яниста рослина заввишки 60-150 см. Вся рослина покрито колючою щетиною. Квітки спочатку світло-пурпурові, потім блакитні. Плід — горішок.
Виростає на пустищах, луках.
Поширений по всій Європі.
В лікарських цілях використовується настій з сухого кореневища. Застосовується при ранах, виразках, тромбофлебіті.